# Zdalny odczyt

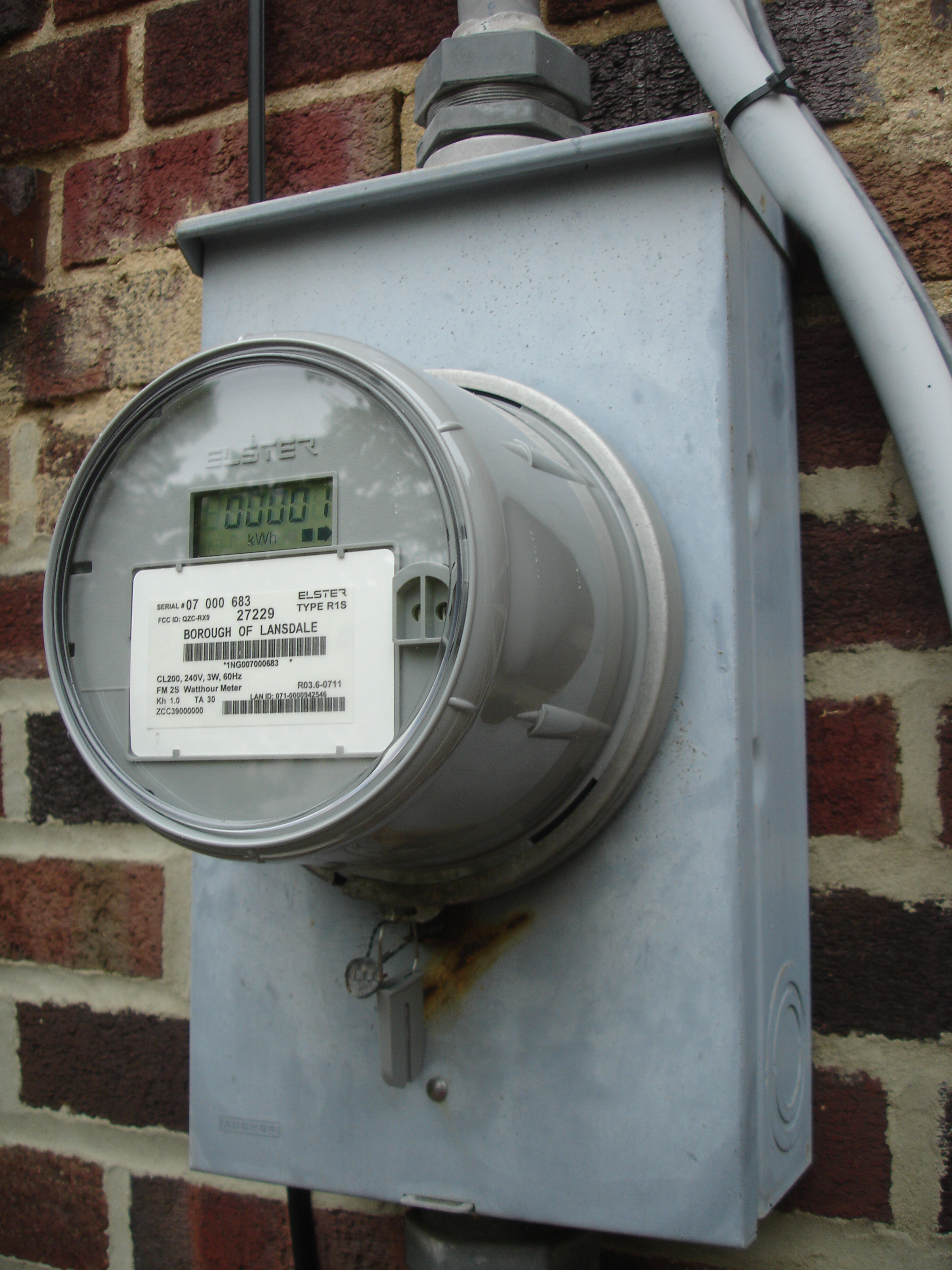
Licznik energii elektrycznej z technologią AMR

Zdalny odczyt (ang. automatic meter reading, AMR) – technologia telemetrii polegająca na automatycznym pobieraniu danych z wodomierzy/gazomierzy/ciepłomierzy/liczników energii elektrycznej i przesyłaniu ich do głównej bazy danych w celu analizy i dokonania rozliczeń. Metoda ta jest sposobem na zaoszczędzenie ludzkiej pracy wkładanej w cykliczne odwiedzanie lokatorów i dokonywanie odczytu stanu liczników. Kolejną zaletą jest to, że rachunki opierają się na rzeczywistym zużyciu, nie na obliczeniach szacunkowych na podstawie prognoz. Dostęp do aktualnych informacji połączone z analizą mogą pomóc zarówno zarządcy budynku, jak i lokatorom w utrzymaniu kontroli nad zużyciem energii elektrycznej czy wody. Na technologię AMR składają się rozwiązania (w tym systemy przenośne, obwoźne oraz sieci stacjonarne) oparte na platformach telefonicznych (zarówno przewodowych, jak i bezprzewodowych), transmisji radiowej (RF) lub transmisji PLC.
Obecnie panuje tendencja używania zaawansowanych systemów będących częścią zaawansowanej struktury pomiarowej (ang. Advanced Metering Infrastructure – AMI).

## Technologie

### Technologia dotykowa
W systemach AMR opartych na dotyku osoba odczytująca stan licznika zaopatrzona jest w przenośny komputer lub urządzenie do gromadzenia danych wyposażone w sondę. Urządzenie automatycznie odbiera odczyty z licznika przez dotknięcie sondą lub umieszczenie jej w pobliżu cewki odczytowej umieszczonej w palmtopie. Po naciśnięciu przycisku sonda wysyła sygnał do modułu dotykowego, aby dane z licznika zostały pobrane. Oprogramowanie w urządzeniu dopasowuje numer seryjny do numeru w bazie danych i zapisuje odczyt licznika, aby mógł on być później pobrany do komputera, gdzie jest gromadzony, a następnie stanowi podstawę do rozliczeń.

### Częstotliwość radiowa
AMR oparty na częstotliwości radiowej może przybierać wiele form. Do najpopularniejszych należą sieci przenośne oraz stacjonarne. Istnieją zarówno dwukierunkowe, jak i jednokierunkowe systemy częstotliwości radiowych, które korzystają zarówno z licencjonowanych, jak i nielicencjonowanych pasm radiowych.
W systemach dwukierunkowych nadajniko-odbiornik zazwyczaj wysyła sygnał radiowy do nadajnika o danym numerze seryjnym, powodując jego “przebudzenie” ze stanu spoczynku w celu przesłania danych. Nadajniko-odbiornik połączony z licznikiem oraz nadajniko-odbiornik dokonujący odczytu są przeznaczone zarówno do wysyłania, jak i do odbioru sygnałów radiowych oraz danych.
W systemach jednokierunkowych, zwanych też systemami ciągłej emisji, nadajnik emituje odczyty w sposób ciągły, co kilka sekund. Oznacza to, że urządzenie do odczytu może być tylko odbiornikiem, a urządzenie AMR przy liczniku tylko nadajnikiem. Dane przepływają w jedną stronę, od nadajnika AMR przy liczniku do odbiornika odczytującego stan licznika.
Istnieją także systemy hybrydowe, łączące cechy technologii jedno- i dwukierunkowej, używają one komunikacji jednokierunkowej do odczytu i dwukierunkowej do funkcji programowania. Odczyt liczników z wykorzystaniem częstotliwości radiowej zwykle eliminuje konieczność wchodzenia przez osobę dokonującą odczytu na teren posiadłości lub lokalizacji przez nią i otwierania skrzynki, w której znajduje się licznik.
Funkcjonalność ta pozwala zaoszczędzić pieniądze dzięki przyśpieszeniu odczytu, nie powoduje konieczności wchodzenia osób postronnych na teren prywatny i zmniejsza szanse braku możliwości odczytu spowodowanego brakiem dostępu do licznika. W chwili obecnej technologie oparte na częstotliwości radiowej nie są akceptowane na całym świecie.
W niektórych z krajów azjatyckich rozwój tej technologii napotyka barierę w postaci rozporządzeń odnoszących się do korzystania z częstotliwości radiowej niezależnie od mocy. Na przykład w Indiach z częstotliwości radiowych, które są zazwyczaj w paśmie ISM nie można swobodnie korzystać nawet używając nadajników radiowych o niskiej mocy 10 mW. Większość producentów liczników energii elektrycznej oferuje urządzenia działające w paśmie częstotliwości 433/868 MHz do użytku na szeroką skalę w krajach europejskich. Obecnie w Indiach pasmo częstotliwości 2,4 GHz może być używane zarówno we wnętrzach, jak i na zewnątrz budynków, ale niewielu producentów oferuje urządzenia działające w tym paśmie częstotliwości.

### Systemy przenośne
W przenośnych systemach AMR osoba odczytująca stan licznika zaopatrzona jest w przenośny komputer z wbudowanym lub dołączonym odbiornikiem/nadajniko-odbiornikiem (używającym technologii opartej na częstotliwości radiowej lub dotykowej), który pobiera dane z licznika przystosowanego do AMR. Jest to czasem nazywane odczytem „walk-by”, gdyż osoba odczytująca stan liczników musi dokonać „obchodu” trasy odczytu, pojawiając się w miejscach gdzie zainstalowane są liczniki. Można, także używać komputera przenośnego do ręcznego wprowadzania danych bez użytku technologii AMR, ale nie jest to dobre rozwiązanie przy dużej ilości danych, które mogą być dokładnie odczytane przy pomocy elektronicznego odczytu.

### Systemy obwoźne
Obwoźny („drive-by”) odczyt liczników ma miejsce kiedy urządzenie do odczytu jest zainstalowane wewnątrz pojazdu. Osoba dokonująca odczytu kieruje pojazdem, podczas gdy urządzenie odczytujące automatycznie pobiera dane z liczników. Często obwoźne systemy odczytu liczników wykorzystują funkcje nawigacyjne GPS oraz oprogramowanie kartograficzne. W obwoźnych systemach odczytu liczników osoba dokonująca odczytu nie musi na ogół odczytywać liczników w określonej kolejności, po prostu porusza się po odczytywanym terenie, aż stan wszystkich liczników jest odczytany. Koniecznymi elementami są laptop lub komputer osobisty, oprogramowanie, odbiornik/nadajniko-odbiornik używający technologii radiowej i anteny na zewnątrz pojazdu.

### Sieć stacjonarna
AMR oparty na sieci stacjonarnej to metoda, w której sieć do pobierania danych z liczników jest zainstalowana na stałe. Metoda może wykorzystywać anteny, wieże, kolektory, przemienniki i inne zainstalowane na stałe elementy pobierające dane z liczników przystosowanych do AMR i przesyłające je do komputera głównego bez potrzeby angażowania osób do zbierania danych.
Istnieje kilka rodzajów topologii sieci używanych do doprowadzenia danych z liczników do centralnego komputera. Najpopularniejsza jest topologia gwiazdy, w której liczniki przesyłają dane do centralnego komputera lub przekaźnika. W niektórych systemach używane są tylko kolektory, które odbierają dane i przechowują je w celu przetworzenia. Inne używają przekaźnika, który przesyła dane z bardziej oddalonych obszarów do głównego komputera bez faktycznego ich przechowywania. Przekaźnik może przekazywać dane droga radiową, może też zostać przystosowany do sieci kablowej, np. telefonicznej lub protokołu IP, aby dane mogły wrócić do kolektora. Niektórzy z producentów oferują sieci kratowe, gdzie same liczniki działają jako przekaźniki przesyłające dane do następnych najbliższych liczników i tak dalej, aż do głównego kolektora.
W Göteborgu w Szwecji liczniki elektryczne są podłączane w ten sposób, przy użyciu protokołu ZigBee. Dzięki sieciom kratowym może zostać zachowana infrastruktura punktów pobierania danych, ale wówczas to liczniki są odpowiedzialne za przesyłanej danych. Jednym z problemów związanych z sieciami kratowymi jest to, że te z nich, które działają na baterie mogą potrzebować więcej mocy ze względu na zwiększoną częstotliwość transmisji. Wymagają one także, aby liczniki były jednocześnie odbiornikami, jak i nadajnikami, przez co potencjalne koszty każdego nadajniko-odbiornika rosną. Dodatkowe koszty mogą być jednak zrównoważone poprzez oszczędność związaną z brakiem konieczności montażu oraz poszukiwania miejsca dla wielu kolektorów oraz anten przekaźnikowych. Niektóre ze stacjonarnych systemów sieciowych mogą być również zainstalowane jako hybrydowy system AMR łączący cechy systemów obwoźnych i sieci stacjonarnych. Część systemu hybrydowego jest odczytywana przez sieć stacjonarną, inne części przez system obwoźny lub inną technologię, albo obie technologie naraz. Na obszarach o niskiej gęstości zamieszkania użycie sieci stacjonarnych może nie być uzasadnione ekonomicznie, zatem stosuje się je tylko w części obszaru, w strefach bardziej zaludnionych lub komercyjnych. Niektóre z sieci hybrydowych pozwalają na odczyt licznika dwoma metodami w celu stworzenia zapasowego źródła odczytu. W razie awarii sieci w wyniku klęsk żywiołowych, manipulacji, awarii zasilania lub innych zakłóceń sieci komórkowych, plany awaryjny zawiera obwoźny system odczytu liczników jako alternatywne źródło pobierania danych z sieci stacjonarnej.
Częstotliwości radiowe często używane przez AMR:
- wąskie pasmo (pojedyncza stała częstotliwość radiowa)
- szerokie spektrum:
  - szerokie spektrum bezpośredniego sekwencjonowania (DSSS)
  - szerokie spektrum rozłożenia częstotliwości (FHSS)

Niektóre z liczników używają AMR z technologiami wykorzystującymi częstotliwość radiowej takimi jak systemy danych dla telefonii komórkowej, na przykład ZigBee, Bluetooth, Wavenis i innych. Niektóre systemy działają na licencjonowanych częstotliwościach FCC co pozwala im na korzystanie z nielicencjonowanych częstotliwości radiowych.
Najnowsze sieci stacjonarne wykorzystują możliwości technologii Lte-M która łączy się z trendem rozwoju IoT (Internet Rzeczy). Jest to technologia LPWAN mająca swój początek w 4G, oparta na infrastrukturze operatorów sieciowych, pracująca w pasmach licencjonowanych (chronionych).. Obecnie możemy wyróżnić dwa standardy dedykowane do obsługi IoT w tym liczników gazu, wody i energii elektrycznej: Cat-M, Cat-NB-IoT. Skrót „Cat” pochodzi od słowa „kategoria” i odnosi się do nowych standardów bezprzewodowej technologii 4G/ 5G o niskim poborze energii tzw. LPWAN. Szacuje się, że nowe standardy dedykowane do komunikacji M2M w ciągu kilku lat zastąpią wyłączane już oficjalnie 3G oraz 2G, a co za tym idzie GPRS.

### Wi-Fi
Corpus Christi stało się jednym z pierwszych miast w Stanach Zjednoczonych w których na szeroką skalę zostało wdrożone Wi-Fi na obszarze całego miasta, bezpłatnie do 31 maja 2007, głównie aby umożliwić działanie AMR, po tym jak inkasent został zaatakowany przez psa. Obecnie wiele z liczników jest zaprojektowanych tak, aby móc przekazywać dane za pomocą Wi-Fi, nawet jeżeli sieć Wi-Fi nie jest dostępna, ich odczyt może być dokonywany przy użyciu przenośnego odbiornika Wi-Fi.
Liczniki zamontowane w Corpus Christi nie są bezpośrednio przystosowane do Wi-Fi, ale raczej do telemetrii w wąskim paśmie 460 MHz. Wąskopasmowy sygnał ma znacznie większy zakres niż Wi-Fi, więc liczba odbiorników wymagana do projektu jest dużo mniejsza niż wymagana liczba punktów dostępu do Wi-Fi na tym samym obszarze. Takie specjalne stacje odbiorcze mogą wówczas przyjąć wąskopasmowy sygnał i raportować dane poprzez Wi-Fi. Większość z automatycznych liczników zainstalowanych na terenie Corpus Christi działa na baterie.
W porównaniu z telemetrią wąskopasmową, technologia Wi-Fi używa zbyt dużo mocy podczas długofalowego działania na baterie. Power Line Communication AMR PLC to metoda, w której dane elektroniczne są transmitowane przez linie elektroniczne do podstacji, a następnie przekazywane do komputera centralnego w głównym biurze. Jest to rodzaj sieci stacjonarnej – przy czym chodzi o sieć dystrybucji energii elektrycznej wbudowaną na danym terenie. Takie systemy są bowiem używane przede wszystkim do odczytu liczników energii elektrycznej. Niektórzy z dostawców opracowali odpowiednie interfejsy dla liczników wody i gazu aby mogły one zostać przystosowane do systemów zbliżonych do PLC.

### AMR hosting
AMR hosting jest to rozwiązanie pozwalające użytkownikowi śledzić zużycie energii, wody i gazu przez Internet. Wszystkie dane są gromadzone w czasie zbliżonym do rzeczywistego i przechowywane w centralnej bazie danych przy pomocy wysokiej klasy oprogramowania. Dane te są natychmiast dostępne za pomocą zabezpieczonych aplikacji sieciowych i mogą być zarządzane przez użytkownika przy pomocy różnego rodzaju narzędzi do analizy danych on-line. Użytkownik może z łatwością sporządzać wykresu profili obciążenia, analizować elementy taryfy i sprawdzać rachunki za media. Przy obecnie dostępnych narzędziach takich jak Google PowerMeter istnieje nadzieja, że narzędzie to podniesie świadomość użytkowników dotyczącą zużycia przez nich energii i uczyni ich bardziej świadomymi w tej kwestii.

## Krótka historia
W 1972 r. George Theodore „Ted” Paraskevakos podczas pracy dla Boeinga w Huntsville w Alabamie opracował czujnikowy system monitorowania, w którym użył cyfrowej transmisji dla systemów alarmowych używanych w medycynie, zabezpieczeniach i systemach przeciwpożarowych. Technologia ta była pochodną systemu identyfikacji linii telefonicznej który obecnie jest znany jako Caller ID.
W 1974 r. Paraskevakos otrzymał patent na tę technologię. W 1977 r. założył Metretek Inc., firmę która opracowała i wyprodukowała pierwszy na rynku w pełni zautomatyzowany system do zdalnego odczytu liczników oraz sterowania obciążeniem. Ponieważ ten system był opracowany przed rozwojem Internetu, w Metreteku używane były komputery IBM serii 1. Paraskevakos i Metretek otrzymali wiele patentów związanych z ta metodą. Głównym powodem dla jakiego automatyzacja odczytu liczników jest wprowadzana nie jest ograniczenie kosztów pracy, lecz uzyskanie dostępu do danych, których nie da się uzyskać w inny sposób.
Wiele z liczników, w szczególności wodomierzy, znajduje się w takich miejscach, do których dostęp jest możliwy tylko po spotkaniu z właścicielem domu. Gaz i energia elektryczna są cenniejszymi zasobami niż woda, zatem możliwość zaoferowania dokładnych odczytów zamiast przybliżonych jest głównym powodem automatyzacji.
Podczas gdy wczesne przenośne i obwoźne systemy AMR służyły do obsługi mieszkań, AMR w oparciu o sieć telefoniczną dobrze sprawdzał się w obiektach przemysłowych lub handlowych. Wcześniej standardem był odczyt danych z danego miesiąca, po czym nagle pojawiła się potrzeba odczytywania danych z konkretnego dnia lub godziny. W związku z tym sprzedaż obwoźnych AMR i AMR opartych o telefonię spadła w Stanach Zjednoczonych, zaś sprzedaż sieci stacjonarnych wzrosła. W 2005 roku w rozporządzeniu o polityce energetycznej Stanów Zjednoczonych pojawiła się prośba do regulatorów energii elektrycznej o wsparcie dla „systemu rat rozłożonych w czasie, który mógłby umożliwić konsumentowi energii elektrycznej zarządzania zużyciem energii i kosztami poprzez użycie zaawansowanych technologii komunikacyjnej i pomiarowej”.

## Zaawansowane AMR i AMI
Pierwotnie urządzenia AMR jedynie pobierały dane odczytane z liczników drogą elektroniczną i dopasowywały je do odpowiadających im kont. Wraz z postępem technologii możliwe było wychwytywanie dodatkowych informacji, przechowywanie ich oraz transmitowanie do głównego komputera, ponadto pojawiła się możliwość zdalnej kontroli nad urządzeniami pomiarowymi. Może to obejmować alarmowanie o zdarzeniach takich jak manipulacje licznika, nieszczelności, kończenie się baterii czy przepływ wsteczny. Wiele z urządzeń AMR może również wykryć przedziały danych i rejestrować zdarzenia dotyczące licznika. Rejestrowane zdarzenia mogą być używane do pobierania i kontrolowania informacji o czasie i częstotliwości użytkowania, które mogą być użyte do sporządzenia profili zużycia wody i energii, rozliczeń w oparciu o czas użytkowania, prognoz popytu, reagowania na popyt, zapisu częstotliwości przepływu, wykrywania nieszczelności, monitorowania przepływu, egzekwowania opłat za wodę i energię, zdalnego odcinania mediów itp. Zaawansowana struktura pomiarowa (AMI) to nowy termin sformułowany do określenia technologii stacjonarnych sieci które wychodzą daleko poza AMR, stając się narzędziem do zdalnego sterowania zużyciem mediów. Liczniki w AMI są często określane mianem inteligentnych liczników, ponieważ przetwarzają zebrane dane w oparciu o zaprogramowaną logikę.
Stowarzyszenie AMR (Automatic Meter Reading Association – AMRA) popiera rozporządzenie narodowego zrzeszenia pełnomocników do regulacji zużycia mediów dotyczące zlikwidowania barier regulacyjnych dla wdrożenia na szeroką skalę zaawansowanej infrastruktury pomiarowej (AMI). Uchwalenie z lutego 2007 podkreślało znaczenie AMI w realizacji dynamicznej wyceny oraz korzyści jakie z tego tytułu odnoszą konsumenci. Uchwalenie podkreślało, również znaczenie AMI w zakresie znacznych oszczędności kosztów operacyjnych w związku z zarządzaniem awariami, ochrony przychodów oraz zarządzania aktywami. Uchwalenie wzywało, również do analizy biznesowej AMI pod kątem opłacalnej strategii rozwoju, zawierało zapewnienie szybkich zwrotów kosztów związanych z rozważnym wdrożeniem AMI oraz kilka zaleceń na temat systemów ratalnych i opodatkowania tego typu inwestycji.

## Korzyści z zaawansowanych systemów pomiarowych
Zaawansowane systemy pomiarowe mogą przynieść korzyści dla administracji publicznej, dostawców oraz klientów detalicznych. Korzyści dla administracji to między innymi wzrost wydajności, wykrywanie awarii, powiadamianie o nadużyciach oraz zmniejszenie kosztów pracy, co jest rezultatem automatycznego odczytu, połączeń i rozłączeń. Dostawcy będą mogli zaoferować nowe innowacyjne produkty będące dodatkiem do indywidualnych pakietów oferowanych klientom. W dodatku dane z liczników są łatwiej dostępne, co umożliwiałoby zaoferowanie klientom bardziej elastycznego cykl rozliczeń zamiast konieczności dostosowywania się ich do standardowego administracyjnego cyklu odczytu. Szybkie dostarczanie klientowi informacji o zużyciu daje korzyści w postaci zarządzania przez nich zużyciem energii oraz łatwiejszego przejścia od jednego dostawcy do drugiego z dokładnymi danymi z liczników.
Korzyści z inteligentnego oprogramowania są jednoznaczne i zostały udowodnione:
- dokładny odczyt liczników, bez konieczności sporządzania przybliżonych rachunków
- usprawnienie rozliczeń
- odpowiednia klasyfikacja profili i klasyfikacja opomiarowania przy użyciu prawdziwych kosztów
- poprawa bezpieczeństwa na danym terenie
- wykresy danych dla danego profilu
- mniejsze koszty związane z korygowaniem błędów
- mniej czasu poświęcanego na odczyt liczników
- mniej rozliczeń międzyokresowych
- przejrzystość kosztów związanych z odczytem liczników
- poprawa siły przetargowej poprzez dokładniejsze dane
- zmniejszenie poziomu ryzyka ceny
- wiele firm obecnie przechodzi na rozwiązania AMR.

## Znane przypadki wdrożenia
Różnice w tempie robót budowlanych, pogodzie oraz dostępie do informacji sprawiają, że w różnych częściach świata wdrażanie AMR zachodzi w różnym tempie. W Stanach Zjednoczonych wdrożone już zostały wielkie sieci stacjonarne oparte zarówno na częstotliwości radiowej, jak i PLC. Niektóre z krajów wdrożyły lub planują wdrożyć systemy AMR na terenie całego kraju.
Popularność AMI w Australii wzrosła wraz z pojawieniem się polityki rządu mającej na celu poprawienie wydajności rynku i przedsiębiorstw dystrybucyjnych. W lipcu 2008 został opracowany program planujący rozmieszczenie na terenie Victorii 2,6 mln liczników w ciągu 4 lat. Przewidywane maksymalne tempo instalacji to 5000 liczników dziennie. Programem zarządza przemysłowy komitet sterujący.